# Siedlung (Nauen)

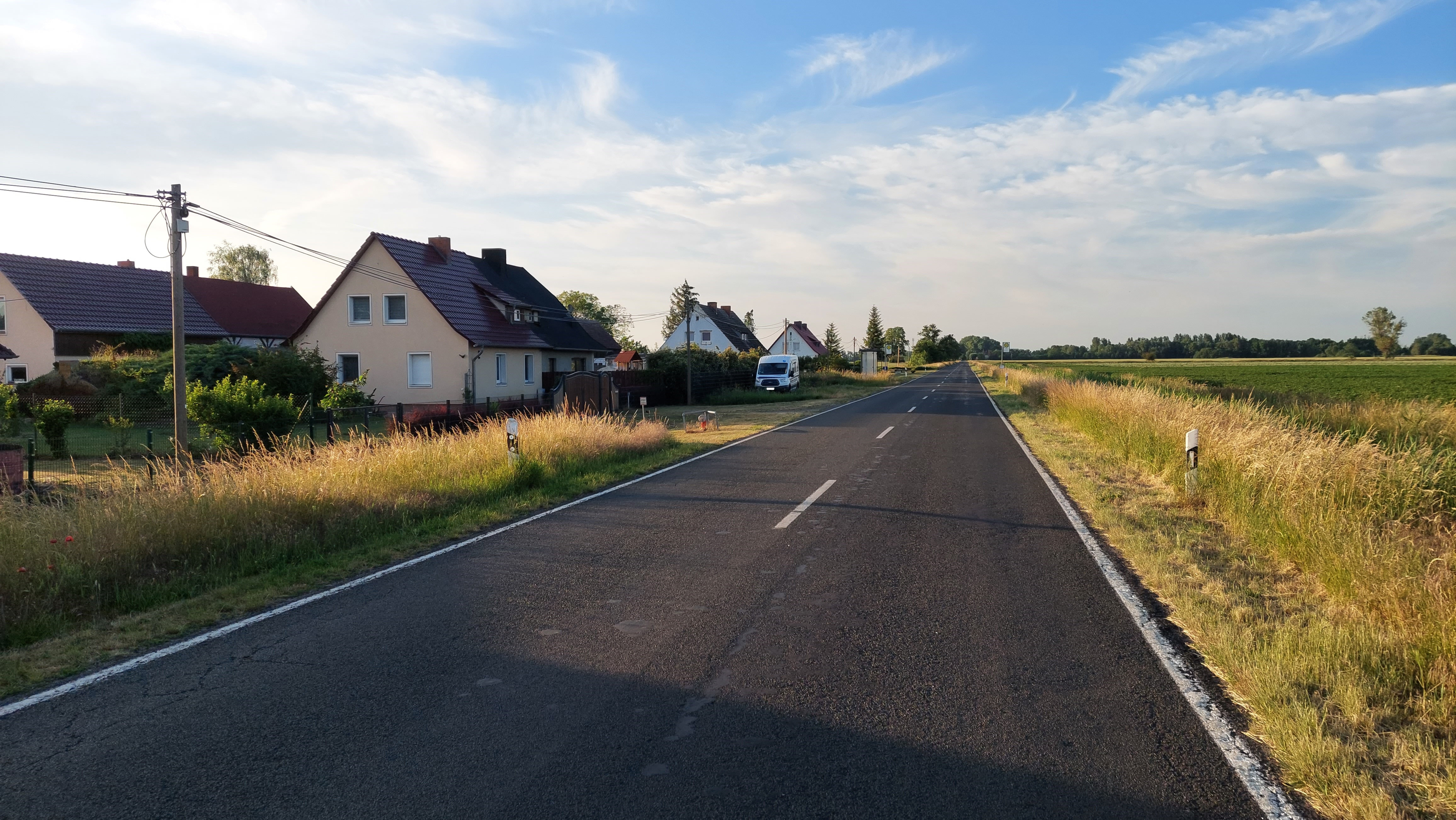
Wohnplatz Siedlung (2022)

Siedlung ist ein Wohnplatz im Ortsteil Berge der Stadt Nauen im brandenburgischen Landkreis Havelland. 
Der Wohnplatz liegt etwa einen Kilometer nördlich des Ortskerns von Berge, an der Landesstraße 173, die nach Bergerdamm führt, und umfasst mehrere Wohngebäude, die westlich der Straße liegen. Die Straße heißt dort Bahnhofstraße, benannt nach dem rund 1,2 Kilometer nördlich an der Bahnstrecke Berlin–Hamburg gelegenen Bahnhof Bergerdamm, der heute nicht mehr bedient wird.